# Сава (ім'я)
Сава (арам. סַבָא) — давньоєврейське чоловіче особове ім'я, найпоширеніше в південних слов'ян, румунів і молдован.

## Походження імені
Походить від арамейського סַבָא, що означає стару людину, а в давньоєврейській — в'язня, полоненого. Романізована форма — Sava, Saba, Sabba.

## Поширення імені
Ім'я найпоширеніше в південнослов'янських мовах, а також у румунській мові.

## Іменини
Сава іменини святкує: День Сави 5 (18) грудня.

## Варіанти імені
Розмовні та зменшувальні варіанти: Савко, Савик, Савусь, Савусик, Савцьо, Савонько, Савчик.

## Відомі носії імені
- Сава Сербський — перший сербський патріарх (1219-1233), святий Сербської православної церкви.
- Сава Освячений — грецький монах, святий.
- Сава Готський — християнський мученик.
- Сава Стратилат — християнський священномученик 3-го століття.
- Сава Новий Калімноський — грецький православний святий.
- Сава Богоугодний — український православний святий, чернець Печерського монастиря. Преподобний.
- Сава Петрович-Негош (1702—1782) — чорногорський релігійний та політичний діяч, князь-єпископ і митрополит Чорногорії в період із 1735 по 1782 роки.
- Сава Овсійович Голованівський (1910—1989) — український письменник, поет, драматург, прозаїк, перекладач.
- Сава Іванович Чалий (?—1742) — український військовик, козацький сотник, полковник.
- Сава Христофорович Чавдаров (1892—1962) — український науковець, педагог, член-кореспондент Академії педагогічних наук РРФСР.
- Сава Чернецький (1874—1934) — український культурний діяч і письменник, прозаїк, сатирик у США.
- Сава Мусійович Піщаленко (1888—?) — український військовик, полковник Армії УНР.
- Сава Миколайович Мельник (1924—2010) — український митець, народний майстер яворівського жолобчасто-вибірного різьблення.
- Сава Филимонович Манзій (1913—2008) — український науковець, доктор біологічних наук, професор Інституту зоології НАН України, почесний член кафедри анатомії сільськогосподарських тварин імені академіка В. Г. Касьяненка НУБіП України.
- Сава I (?—1697) — митрополит-владика Чорногорії в 1694—1697 роках.
- Сава Йосипович Богородський (1804—1857) — український науковець-юрист, криміналіст.
- Сава Кононович (?—1637) — український військовик, реєстровий козацький отаман і військовик Речі Посполитої, полковник переяславський (? — травень 1637), старший (в польських актах його іменують гетьманом) реєстрового Війська Запорозького (травень —  жовтень 1637).